# Soupape de décharge
 (juin 2017).
Si vous disposez d'ouvrages ou d'articles de référence ou si vous connaissez des sites web de qualité traitant du thème abordé ici, merci de compléter l'article en donnant les références utiles à sa vérifiabilité et en les liant à la section « Notes et références ».
La soupape de décharge est un organe de régulation de pression des circuits de fluides (gaz ou liquides), qui agit mécaniquement pour contenir une pression à une valeur déterminée.

Bien que très semblable à une soupape de sûreté sur le principe de fonctionnement, leurs rôles et leurs usages sont différents.
Une « Soupape de décharge », dans un moteur à explosion, ne doit pas être confondue avec une « Wastegate » qui agit sur le circuit des gaz d'échappement du moteur.
Une soupape de décharge est notamment employée dans les moteurs automobile : (dump valve, blow-off valve en anglais), c'est une soupape utilisée sur les moteurs turbocompressés des véhicules à essence ;

## Description

### Moteur automobile
La soupape de décharge (ou « dump-valve » ) est située entre la sortie d'air du turbo et le papillon des gaz avant le collecteur d'admission.
- À l'accélération, le papillon des gaz étant ouvert, le turbo se « charge », c'est-à-dire que la vitesse de son compresseur augmente grâce aux gaz d'échappement qui font tourner sa turbine. Le turbo peut donc compresser l'air dans les cylindres.
- À la décélération, le papillon des gaz se ferme. Cependant, le turbo est toujours « chargé » ( son compresseur tourne toujours à grande vitesse à cause de son inertie), et va continuer à comprimer l'air de l'admission. Cela crée une surpression, tandis que dans le collecteur d'admission il y a une dépression causée par l'aspiration dans les cylindres. La surpression peut entraîner le phénomène de « pompage » (inversion du flux) dans le compresseur du turbo et détruire ce dernier. L'autre conséquence est le « turbo lag » ressenti par le conducteur à la reprise de l'accélération.

C'est là que la soupape, poussée par la surpression d'un côté et tirée par la dépression de l'autre, s'ouvre pour libérer l'air soit en amont du turbo (recirculation) soit dans l'atmosphère (décharge évacuation ou atmosphérique),.
Grâce à ce système, la turbine ne subit pas de choc de pression inversée, évitant ainsi tout ralentissement. Ce qui permet de bénéficier d'un turbo plus réactif et prêt à délivrer toute sa puissance au moindre coup d’accélérateur.

### Surpression dans l'industrie
Une soupape de décharge est apparentée aux soupapes de sûreté d'une manière générale. Elle prévient les montées en pression non-contrôlées, appelées « surpressions » sur les applications liquides. De par la nature du fluide non-compressible, la simple décharge d'un petit volume suffit généralement à faire chuter la pression dans l'équipement à protéger. Cela permet donc de ne pas dépasser une valeur de pression requise appelé « Pression de début d'ouverture » (en anglais : « Set Pressure »).

## Types

### Moteur automobile
Il existe donc trois types de soupapes de décharge :
- les valves à recirculation, qui rejettent l'air dans l'admission en amont du turbo mais après le débitmètre, si la voiture en possède un ;
- les valves à décharge simple ou double piston, qui relâchent l'air à l'extérieur avec un bruit spécifique « pshitt » ! Cela peut avoir pour effet un mélange trop pauvre en essence à la reprise de l'accélération. En effet, la sonde lambda peut mesurer un enrichissement soudain dû à l'air mesuré par le débitmètre qui ne passera finalement pas dans le moteur, et ainsi corriger en appauvrissant (parfois trop) l'injection.
- Les valves hybrides sont un mix entre les deux autre types de soupape de décharge. Une portion des gaz est libérée dans l’air, tandis que le reste est renvoyé dans le circuit. Un bon compromis pour ceux qui veulent le bruit spécifique, sans pour autant déstabiliser le moteur[4].

Il existe des dispositifs électroniques abusivement appelés soupape de décharge pour tout type de moteur avec ou sans turbocompresseur, recréant le fameux son à l'aide d'un haut-parleur ou tout autre artifice plus ou moins crédible. Ils ne servent qu'a récréer le fameux son sans influer sur le moteur.

### Surpression dans l'industrie
Par ailleurs, des soupapes de décharge qui sont aussi appelées vanne de décharge sont utilisées dans d'autres domaines de l'industrie. Ainsi, il est des soupapes lis au refoulement de pompes par exemple[pas clair].
Commandée directement par le fluide, la soupape de décharge sert, dans des installations industrielles, à maintenir constantes du côté primaire les pressions de travail préréglées.
La soupape de décharge est généralement du type à action directe, c'est-à-dire que le ressort agit directement sur l'obturateur (via une tige et potentiellement un porte clapet).

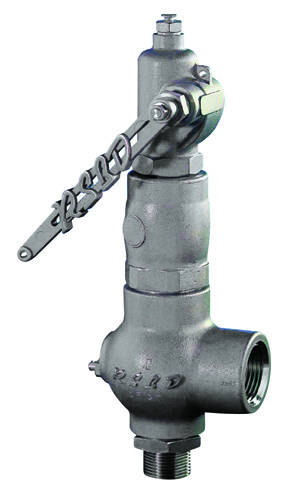
Soupape de sûreté et de décharge.

## Fonctionnement
Si la pression d'exploitation augmente de manière incontrôlée et dépasse la valeur de pression de début d'ouverture de la soupape de décharge, l'obturateur de soupape est soulevé en opposition à la force du ressort. La soupape s'ouvre et la pression du liquide chute immédiatement après le passage au niveau du siège de la buse. La soupape de décharge se ferme dès que la pression sous le clapet (obturateur) de la soupape est inférieure à la pression de début d'ouverture. Selon l'application et la technologie de soupape de décharge utilisée, la pression dite de « refermeture » peut être plus ou moins inférieure à la PDO de la soupape. Elle est généralement proche de -20 % de la PDO voire -30 % au niveau de la buse de la soupape de décharge.

## Réglage
Un réglage, y compris ultérieur à la production initiale, de la pression de début d'ouverture, s'effectue généralement après le retrait du capuchon de protection sur la vis de réglage. Cette vis est bloquée par un contre-écrou et souvent plombée pour éviter tout réglage non autorisé.

## Fabrication
Les soupapes de décharge de l'industrie de procédé à basse pression (généralement inférieure à 16 bar) peuvent être proposée en solution plastique comme le PVC (industrie chimique), le PP (induction d'eau ou gaz), le PVDF (application eau ultra-pure pour l'industrie pharmaceutique) ou encore le PTFE. Pour les applications de l'industrie lourde ou avec des risques industrielles majeurs, les solutions sont généralement des soupapes de décharge en acier et avec des pressions allant jusqu'à 1 000 barg.
Les soupapes en plastiques présentent l'intérêt d'une parfaite résistance chimique comparé aux solutions en acier et pour un coût faible. Elles sont toutefois limités en tenue à la pression au-delà de 16 barg et à la température. Les applications industrielles peuvent aller de −196 °C (cryogénie) à plus de 500 °C. L'emploi d'acier est donc ici inévitable.